# Grupo especial unitário
Em matemática, o grupo especial unitário ou grupo unitário especial de grau n, denotado por SU(n), é o grupo das matrizes complexas, n por n, unitárias e com determinante igual a um. A operação de grupo é o produto de matrizes.
O grupo especial unitário é um subgrupo do grupo formado pelas matrizes com determinante um, e um subgrupo do grupo unitário; ambos são subgrupos do grupo linear geral GL(n,{\displaystyle \mathbb {C} }). 
O caso mais simples, SU(1), é um grupo trivial, tendo um único elemento. O grupo SU(2) é isomorfo ao grupo dos quatérnios com valor absoluto um, que por sua vez é difeomorfo a esfera de dimensão 3. Como os quatérnios unitários podem ser utilizados para representar rotações no espaço tridimensional, temos um homomorfismo sobrejetivo da SU(2) no grupo de rotações SO(3), cujo centro é {\displaystyle \{+I,-I\}}.

## Propriedades
O grupo especial unitário SU(n) é um grupo de Lie clássico de dimensão n2-1. Topologicamente, é compacto e simplesmente conexo. Algebricamente, é um grupo de Lie simples, o que significa que a sua Álgebra de Lie é simples. O centro do grupo SU(n) é isomorfo ao grupo cíclico {\displaystyle \mathbb {Z} _{n}}. O seu grupo de automorfismos exteriores, para n ≥ 3, é {\displaystyle \mathbb {Z} _{2}}, enquanto o grupo dos automorfismos exteriores de SU(2) é o grupo  trivial.
A álgebra SU(n) algebra é gerada por  n2 operadores, que claramente satisfazem a relações entre  comutadores (para i,j,k,l = 1, 2, ..., n)
{\displaystyle \left[{\hat {O}}_{ij},{\hat {O}}_{kl}\right]=\delta _{jk}{\hat {O}}_{il}-\delta _{il}{\hat {O}}_{kj}}
Além disto, o operador
{\displaystyle {\hat {N}}=\sum _{i=1}^{n}{\hat {O}}_{ii}}
satisfaz
{\displaystyle \left[{\hat {N}},{\hat {O}}_{ij}\right]=0}
o que implica que o número de geradores independentes de SU(n) é n2-1.

## Geradores

### SU(2)
Para SU(2), os geradores são proporcionais às matrizes de Pauli
{\displaystyle \sigma _{1}={\frac {1}{2}}{\begin{pmatrix}0&1\\1&0\end{pmatrix}},\quad \sigma _{2}={\frac {1}{2}}{\begin{pmatrix}0&-i\\i&0\end{pmatrix}},\quad \sigma _{3}={\frac {1}{2}}{\begin{pmatrix}1&0\\0&-1\end{pmatrix}}.}

### SU(3)
O análogo para as matrizes de Pauli para SU(3) são as matrizes de Gell-Mann
| {\displaystyle \lambda _{1}={\begin{pmatrix}0&1&0\\1&0&0\\0&0&0\end{pmatrix}}}  | {\displaystyle \lambda _{2}={\begin{pmatrix}0&-i&0\\i&0&0\\0&0&0\end{pmatrix}}}                       | {\displaystyle \lambda _{3}={\begin{pmatrix}1&0&0\\0&-1&0\\0&0&0\end{pmatrix}}} |
| {\displaystyle \lambda _{4}={\begin{pmatrix}0&0&1\\0&0&0\\1&0&0\end{pmatrix}}}  | {\displaystyle \lambda _{5}={\begin{pmatrix}0&0&-i\\0&0&0\\i&0&0\end{pmatrix}}}                       | {\displaystyle \lambda _{6}={\begin{pmatrix}0&0&0\\0&0&1\\0&1&0\end{pmatrix}}}  |
| {\displaystyle \lambda _{7}={\begin{pmatrix}0&0&0\\0&0&-i\\0&i&0\end{pmatrix}}} | {\displaystyle \lambda _{8}={\frac {1}{\sqrt {3}}}{\begin{pmatrix}1&0&0\\0&1&0\\0&0&-2\end{pmatrix}}} |                                                                                 |
Os geradores de SU(3) são definidos por T pela relação
{\displaystyle T_{a}={\frac {\lambda _{a}}{2}}.\,}
onde as matrizes λ Gell-Mann, são o SU(3) analógas das matrizes de Pauli para SU(2):
Estas, por sua vez, seguem a seguinte relação:
- {\displaystyle \left[T_{a},T_{b}\right]=i\sum _{c=1}^{8}{f_{abc}T_{c}}\,}

onde f é uma constante estrutural, e tem valor dado por
{\displaystyle f^{123}=1\,}
{\displaystyle f^{147}=f^{165}=f^{246}=f^{257}=f^{345}=f^{376}={\frac {1}{2}}\,}
{\displaystyle f^{458}=f^{678}={\frac {\sqrt {3}}{2}}\,}
- {\displaystyle \operatorname {tr} (T_{a})=0\,}